# Плічко Галина Василівна
Галина Василівна Плічко (нар. 1958) — українська радянська діячка, слюсар-складальник Жовтоводського ремонтного заводу Дніпропетровської області. Депутат Верховної Ради УРСР 10-го скликання.

## Біографія
Освіта середня. Член ВЛКСМ. 
З 1976 року — учениця слюсаря, слюсар-складальник Жовтоводського ремонтного заводу Дніпропетровської області. 
Змінила прізвище на Кривошея Галина Василівна. Закінчила Київський інститут народного господарства. Після закінчення інституту працювала на підприємствах та в органах виконавчої влади України. Заступник керівника Управління документального забезпечення Секретаріату Конституційного Суду України — завідувач відділу прийняття та реєстрації документів, державний службовець 3-го рангу. Нагороджена орденами «Княгині Ольги» ІІІ, ІІ та І ступеня  (2002, 2007, 2014)[джерело?].